# Strade nazionali in Marocco
Le strade nazionali del Marocco sono 19. Quella più lunga è la strada nazionale 1, che collega Tangeri a Lagouira.
La rete stradale del Marocco ha una lunghezza di 68.550 km (comprese anche strade regionali e provinciali) e collega tutte le città importanti del paese.

## Strade nazionali

Mappa stradale del Marocco

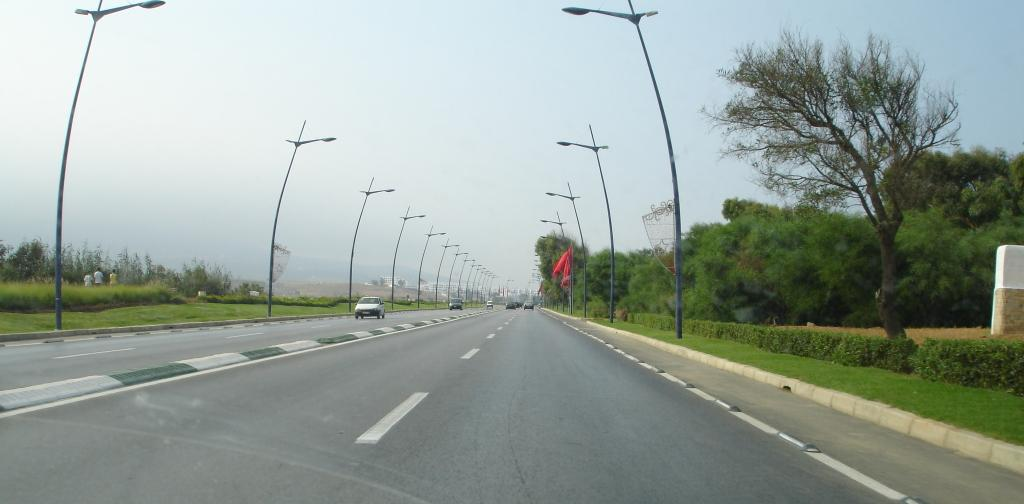
La strada nazionale 2 tra Tangeri e Tetouan

- N 1  Strada nazionale 1 (N 1), che collega Tangeri a La Guera
- N 2  Strada nazionale 2 (N 2), che collega Tangeri a Oujda
- N 3  Strada nazionale 3 (N 3), che collega Dakhla ad Aousserd
- N 4  Strada nazionale 4 (N 4), che collega Fès a Kenitra
- N 5  Strada nazionale 5 (N 5), che collega El Aaiún a Guelta Zemmur
- N 6  Strada nazionale 6 (N 6), che collega Rabat a Oujda
- N 7  Strada nazionale 7 (N 7), che collega Sidi Smail a Marrakech
- N 8  Strada nazionale 8 (N 8), che collega Taounate ad Agadir
- N 9  Strada nazionale 9 (N 9), che collega Mohammedia a Tagounit
- N 10  Strada nazionale 10 (N 10), che collega Agadir a Bouarfa
- N 11  Strada nazionale 11 (N 11), che collega Casablanca a Béni Mellal
- N 12  Strada nazionale 12 (N 12), che collega Rissani a Sidi Ifni
- N 13  Strada nazionale 13 (N 13), che collega Taouz a Fnidq
- N 14  Strada nazionale 14 (N 14), che collega El Aaiún a Smara
- N 15  Strada nazionale 15 (N 15), che collega Beni Ensar a Midelt
- N 16  Strada nazionale 16 (N 16), che collega Tangeri a Saidia
- N 17  Strada nazionale 17 (N 17), che collega Oujda a Figuig
- N 19  Strada nazionale 19 (N 19), che collega Nador a Tendrara